# Калининское сельское поселение (Первомайский район)
Калининское се́льское поселе́ние (укр. Калінінське сільське поселення, крымскотат. Орман Аджы кой юрту, Orman Acı köy yurtu) — муниципальное образование в составе Первомайского района Республики Крым России.

## География
Поселение расположено на северо-западе района, в степном Крыму, у границы с Раздольненским районом, в междуречье балок Самарчик и Воронцовка. Граничит на северо-востоке с Правдовским, на востоке с Первомайским и на юге со Степновским сельскими поселениями (согласно административному делению Украины — с соответствующими сельсоветами).
Площадь поселения 56,90 км².
Основная транспортная магистраль: автодорога 35К-001 Красноперекопск — Симферополь (по украинской классификации — Н-05).

## Население
| 2001  | 2014  | 2015  | 2016  | 2017  | 2018  | 2019  |
| ----- | ----- | ----- | ----- | ----- | ----- | ----- |
| 2236  | ↘1827 | ↗1832 | ↘1828 | ↘1800 | ↘1779 | ↘1762 |
| 2020  | 2021  |       |       |       |       |       |
| ↘1738 | ↗1794 |       |       |       |       |       |

## Состав сельского поселения
Поселение включает 2 населённых пункта:
| № | Населённый пункт | Тип населённого пункта | Население на 2014 год |
| - | ---------------- | ---------------------- | --------------------- |
| 1 | Калинино         | село, центр            | ↘1640                 |
| 2 | Левитановка      | село                   | ↘187                  |

## История
В 1950 году был образован Калининский сельский совет. Совет включал 5 сёл: Авроровка, Грибоедово, Калинино, Левитановка и Решетниково. К 15 июня 1960 года были упразднены Грибоедово и Решетниково. Указом Президиума Верховного Совета УССР «Об укрупнении сельских районов Крымской области», от 30 декабря 1962 года был упразднён Первомайский район и село присоединили к Красноперекопскому. 8 декабря 1966 года был восстановлен Первомайский район и сельсовет вернули в его состав. К 1 января 1968 года ликвидирована Авроровка.
С 12 февраля 1991 года сельсовет в восстановленной Крымской АССР, 26 февраля 1992 года переименованной в Автономную Республику Крым. По Всеукраинской переписи 2001 года население совета составило 2236 человек. С 21 марта 2014 года в составе Крыма аннексировано Россией. Законом «Об установлении границ муниципальных образований и статусе муниципальных образований в Республике Крым» от 4 июня 2014 года территория административной единицы была объявлена муниципальным образованием со статусом сельского поселения.